# Step
 For alternative betydninger, se Step (flertydig). (Se også artikler, som begynder med Step)
Step eller Stepdans er en akrobatisk dans, hvis rytme angives ved fodslag med hæl og tå.
Ofte er der placeret metalbeslag på skoene, så lyden forstærkes.
Af kendte stepdansere kan nævnes: Gregory Hines. Stepdans var populært i 1930'erne og 1940'erne, og indgår i en lang række film og musicals fra den tid, herunder film med Fred Astaire og Gene Kelly, bl.a. Singin' in the Rain.